# Павлов, Анатолий Владимирович
Анатолий Владимирович Павлов (1919 — 2008) — выдающийся советский учёный в области геометрического моделирования поверхностей, доктор технических наук, академик Академии наук высшей школы Украины (1994), заслуженный работник высшей школы УССР (1972), организатор известной в мире научной школы по прикладной геометрии.

## Биография
Родился в семье отца инженера-пилота и матери педагога. С 1937 учился в КПИ по специальности «Станки, инструменты и механическая обработка металлов». После получения диплома в 1941 получил назначение на Киевский авиационный завод, с которым был эвакуирован в Новосибирск, где работал старшим технологом штамповочно-инструментального цеха Новосибирского авиационного завода имени В. П. Чкалова.
Вернулся в КПИ в качестве преподавателя в 1946. Занимался разработкой новых методов геометрического моделирования на основе компьютерных информационных технологий и развитием многомерной геометрии и модельно-экспериментального конструирования поверхностей рабочих органов почвообрабатывающих орудий. В результате преподавателями кафедры было получено более 100 авторских свидетельств на изобретения, 12 патентов, в НРБ, ВНР, ГДР и других странах, были созданы промышленные и серийные образцы сельскохозяйственного оборудования, отмеченные медалями ВДНХ УССР. Заведующий кафедрой начертательной геометрии, инженерной и компьютерной графики КПИ с 1965 по 1989.

## Труды
Является автором 164 научных работ, среди которых 3 монографии и 22 авторских свидетельства на изобретения. Как научный руководитель А. В. Павлов подготовил 29 кандидатов наук, из которых 7 стали докторами наук.